# Ceroplastes spicatus
Ceroplastes spicatus  (лат.) — вид полужесткокрылых насекомых-кокцид рода Ceroplastes из семейства ложнощитовки (Coccidae).

## Распространение
Африка: Мадагаскар, Зимбабве.

## Описание
Питаются соками таких растений, как Hypericaceae: Harungana madagascariensis; Euphorbiaceae: Uapaca kirkiana; Ulmaceae: Ulmus parifolia.
Вид был впервые описан в 1937 году энтомологом У. Дж. Холлом (Hall, W. J.).
Таксон Ceroplastes spicatus включён в состав рода Ceroplastes Gray, 1828 (триба Ceroplastini) вместе с видами Ceroplastes brevicauda, Ceroplastes alamensis, Ceroplastes toddaliae, Ceroplastes uapacae, Ceroplastes ajmerensis, Ceroplastes longicauda, Ceroplastes royenae, и другими.